# Хуалянь (аэропорт)
Аэропорт Хуалянь (кит.трад.: 花蓮機場, (IATA: HUN, ICAO: RCYU) — аэропорт одноимённого города Хуалянь, столицы уезда Хуалянь, Китайская Республика.
Аэропорт был открыт 16 мая 1962 г. для внутренних рейсов и для военной авиации. В то время приоритетом было военное назначение.
27 апреля 2001 г. аэропорт прошёл сертификацию для международных полётов и 1 октября 2001 г. был открыт чартерный рейс в Японию. 8 августа 2004 г. чартерные полёты начали выполняться в Южную Корею, а 19 октября 2004 г. в Макао. Велось обсуждение по поводу открытия рейсов в Китайскую Народную Республику.
Ввиду того, что город Хуалянь является воротами в национальный парк Тароко, была проведена реконструкция аэропорта в 2002—2005 гг. Новый пассажирский терминал был открыт 19 марта 2004 г.